# Amuroclusia nigromaculata
Amuroclusia nigromaculata är en tvåvingeart som beskrevs av Boris Mamaev 1991. Amuroclusia nigromaculata ingår i släktet Amuroclusia och familjen träflugor. Inga underarter finns listade i Catalogue of Life.